# Estadio Lautaro de Buin
El Estadio Lautaro de Buin es un recinto deportivo ubicado en la comuna de Buin, Región Metropolitana, Chile. Es propiedad del Club Social y Deportivo Lautaro de Buin y cuenta con capacidad para 3 700 espectadores.

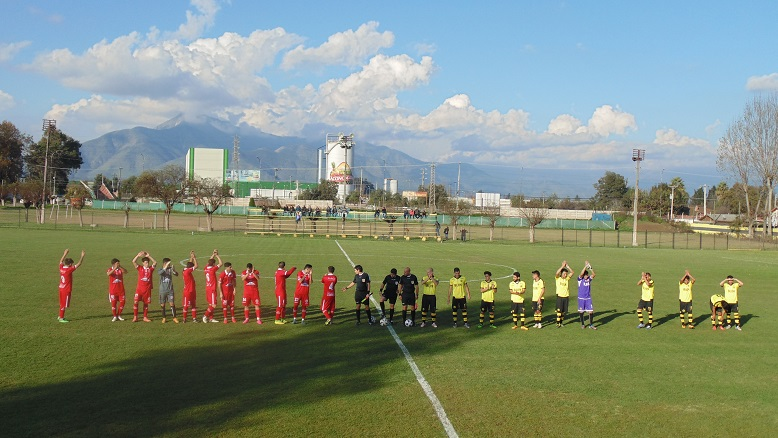
Estadio Lautaro antes de su remodelación del año 2020.

El recinto albergó los partidos de local de Lautaro de Buin durante la era amateur hasta 2018 cuando ascendió al profesionalismo. Hasta entonces el estadio sólo tenía capacidad para 1.100 espectadores y no cumplía con los estándares mínimos requeridos por la ANFP y el Plan Estadio Seguro para acoger partidos de fútbol profesional. Es por esto que a partir de finales de 2019 el estadio comenzó a ser remodelado con el fin de acoger por primera vez en la historia al fútbol profesional chileno en la comuna de Buin.
Las obras de remodelación del estadio fueron presentadas en sociedad el 1 de octubre de 2020, con la presencia de dirigentes de la ANFP, incluyendo el presidente del organismo, Pablo Milad. Se esperaba que Lautaro efectuara sus partidos de local en el recinto a contar de 2021, cosa que no sucedió. Finalmente, tras nuevas obras de refacción y acondicionamiento del estadio que incluyó la instalación de una cancha de césped sintético de última generación fueron inauguradas el 3 de julio de 2023 con un partido amistoso en que Lautaro de Buin goleó por 6-2 a Tricolor de Paine.
Cabe destacar que este estadio junto al Estadio Monumental de Colo Colo, el Estadio San Carlos de Apoquindo de Universidad Católica, el Estadio Santa Laura de Unión Española, el Estadio Huachipato-CAP Acero de Huachipato y el Estadio Luis Becerra Constanzo de Cobreloa son los únicos de propiedad de sus respectivos clubes en todo el fútbol profesional chileno.